# Trondhjemit
Trondhjemit (občas nazýván plagiogranit) je intruzivní magmatická hornina. Jedná se o leukokrátní (světlou) odrůdu tonalitu, oproti kterému obsahuje více křemene a sodného živce (albit, oligoklas) a méně tmavých minerálů (amfibol, biotit) a vápenatého živce (andezín - anortit). Skládá se tedy především z křemene a sodného živce s drobnou příměsí tmavých minerálů . Nejčastěji se vyskytuje jako součást oceánské kůry zachované v ofiolitových komplexech nebo jako součást batolitů vzníklých nad subdukčními zónami. 
Termín trondhjemit zavedl Goldschmitd v roce 1916 podle typové lokality u města Trondheim v Norsku .

## Vznik
Trondhjemit může vzniknout primární cestou - krystalizací z magmatu; nebo také sekundární cestou - metasomatickou přeměnou původní magmatické horniny.

### Krystalizace z magmatu
Trondhjemit typicky vzniká jako finální produkt extrémní frakční krystalizace bazaltického magmatu nebo krystalizací z magmatu vzniklého velmi nízkým stupněm tavení bazaltového protolitu. Jeho vznik bývá spojen se vznikem tonalitu, protože tonalit zpravidla vzniká z magmatického zroje o stejném složení, ale nižším stupněm frakční krystalizace, či vyšším stupněm parciálního (částečného) tavení. K těmto procesům dochází typicky v ofiolitových komplexech a v subdukčních zónách.

#### Vznik v ofiolitovém komplexu
Trondhjemitům nacházejícím se v ofiolitových komplexech (ofiolitech) se obvykle v odborné literatuře říká plagiogranit. Ofiolit je část oceánské kůry vyvlečená na kůru kontinentální, tyto plagiogranity tedy původně vznikaly uvnitř oceánské kůry. Tvoří drobná intruzivní tělesa či žíly v gabrové (spodní) části oceánské desky. Zatím neexistuje vědecký konsenzus na přesném procesu vzniku těchto hornin, totiž zda vznikly frakční krystalizací z plášťového magmatu či parciálním tavením gaber ve spodní kůře.

#### Vznik v subdukční zóně
Dalším typickým prostředím vzniku trondhjemitů jsou hlubší partie subdukčních zón. Tam může docházet k parciálnímu tavení subdukované desky a vzniku magmat tonalitového a trondhjemitového složení. Magmatickým horninám (povrchovým i intruzivním) vzniklým tímto procesem se také říká adakity. K tavení subdukované desky dochází pouze za příhodných podmínek, zpravidla pokud je deska dostatečně horká, což je obvykle splněno u mladých desek. Dále k tavení subdukované desky často docházelo během archaika, kdy byla Země obecně teplejší. V oblastech vzniklých v tomto období se nachází hojné TTG (tonalite-trondhjemite-granodiorite) suity, ve kterých jsou trondhjemity jednou z dominantních složek. 

### Metasomatická přeměna
Trondhjemit také může vzniknout přeměnou z jiných granitoidních hornin. Tato přeměna nemusí probíhat za vysokých tlaků a teplot, spíše je charakterizovaná cirkulujícími fluidy (metasomatóza), která přemění původní draselné či vápenaté živce na sodný živec. Tato přeměna se také nazývá albitizace.